# Ocotea serrana
Ocotea serrana är en lagerväxtart som beskrevs av B. Coe-teixeira. Ocotea serrana ingår i släktet Ocotea och familjen lagerväxter. Inga underarter finns listade i Catalogue of Life.